# Атманай (река)
Атманай (Ятманай; укр. Атманай) — река, расположенная на юге Акимовского района (Запорожская область, Украина), впадает в Сиваш (Болградский Сивашик) Азовского моря.

## География
Длина — 10 км. Площадь водосборного бассейна — 195 км². Долина не глубокая, с пологими склонами. Русло слаборазвитое, местами с прибрежно-водной растительностью (кроме нижнего течения). На реке в среднем течении (западнее Соленое) и приустьевой части правой балки (восточнее Новое) сооружены пруды (опреснённые водами Каховского канала). Приустьевая часть реки, из-за созданных выше по течению запруд, представлена заболоченными (солоноводными) плавнями, которые по мере отдаления от русла переходят в солончаки. Восточнее приустьевой части расположено озеро Солёное, окруженное также солончаками.
Берёт начало юго-восточнее села Андреевка. Впадает в озеро Сиваш (Болградский Сивашик) — залив Утлюкского лимана — юго-восточнее села Новое.
На берегу реки расположено два населённых пункта: сёла Акимовского района Солёное (на правом берегу) и Новое (на левом берегу).
Пойма и русло реки входит в заказник Пойма реки Атманай (площадь 46,6 га), который в границах Приазовский национальный природный парк.

## Происхождение названия
Название реки происходит от слов «ат» (лошадь) и «манаат» (недоступная) из-за заболоченных берегов, недоступных для лошадей.